# بتشة جيك
بتشة جيك هي قرية في مقاطعة أرومية، إيران. يقدر عدد سكانها بـ 515 نسمة بحسب إحصاء 2016.